# James Tynion IV
James Tynion IV (* 14. prosince 1987, New York, stát New York) je americký komiksový scenárista. Proslul zejména svou prací na DC komiksových sériích o Batmanovi.

## Kariéra
Tynion byl na Sarah Lawrence College studentem Scotta Snydere, pozdějšího autora hlavní komiksové série o Batmanovi z let 2011 až 2016. V téže době se chtěl naplno věnovat psaní komiksů a dostal se na stáž do Vertigo Comics, imprintu DC Comics. Nicméně po škole začal pracova v reklamní společnosti.
V roce 2012 mu Snyder nabídl drobnou spolupráci na crossoveru eventu Batman: Night of the Owls, čímž začala jejich spolupráce. Tynion se Snyderem sepsali scénář k Batman Annual #1. Následně spolu vytvořili sérii Talon (Vol. 1), která sledovala osudy postavy, kterou Snyder vymyslel pro svou sérii o Batmanovi. Série začala vycházet v prosinci 2012 a dočkala se 18 sešitů. Od osmého sešitu ji Tynion psal sám.
Roku 2014 Tynion, Snyder, Ray Fawkes, John Layman a Tim Seeley představili novou sérii Batman Eternal, která díky tomu, že vycházela každý týden, nakonec čítala 52 čísel. Mezi lety 2014 a 2017 u BOOM! Studios vydal také svou autorskou sérii The Woods, kterou kreslil Michael Dialynas.
Od srpna 2015 mu vycházela série Constantine: The Hellblazer, kterou psal spolu s Mingem Doylem. V roce 2016 následovala jeho crossover série Batman/Teenage Mutant Ninja Turtles.
V rámci Znovuzrození hrdinů DC dostal na starost batmanovskou sérii Detective Comics (od čísla 934). Mezi lety 2018 a 2019 se se Snyderem střídali na týmovém titulu Justice League (Vol. 4). V únoru 2020 se konečně dostal k hlavní sérii Batmana, kterou v čísle Batman (Vol. 3) #86 převzal po Tomu Kingovi. V srpnu 2021 oznámil, že neprodlouží svou exkluzivní smlouvu s DC Comics a raději se bude věnovat autorským komiksům. Posledním číslem jeho runu u Batmana bylo #117 z listopadu 2021. Batmanovu sérii po něm převzal Joshua Williamson.

## Česky vydané komiksy
- Batman (Vol. 2) (New 52):
  - Batman 10: Epilog, 2018 / (Scott Snyder, James Tynion IV, Tom King, Roge Antonio a Greg Capullo: Batman Vol. 2 #51–52, Batman Annual #4, Batman: Futures End #1 a Batman: Rebirth #1 ("Epilog"), 2016)

- Batman (Vol. 3):
  - Batman 1: Jejich temné plány, díl první, 2024 (James Tynion IV, Tony S. Daniel, Jorge Jimenez, Guillem March, Carlo Pagulayan: Batman Vol. 3 #86–90, 2020).
  - Batman 2: Jejich temné plány, díl druhý, 2024 (James Tynion IV, Rafael Albuquerque, Jorge Jiménez, Carlo Pagulayan, Danny Miki, Guillem March a Javi Fernandez: Batman Vol. 3 #91–94; Vita Ayala, Mariko Tamaki, James Tynion IV, Dan Watters, Sumit Kumar, John Paul Leon, Riley Rossmo, Andie Tong: Batman Secret Files #3, 2020).
  - Batman 3: Jokerova válka, 2025 / (James Tynion IV, Jorge Jimenez, Guillem March a Carlo Pagulayan: Batman Vol. 3 #95–100, 2020).
  - Batman 4: Duchařské historky, 2025 / (James Tynion IV a různí kreslíři: Batman Vol. 3 #101–105, Batman Vol. 3 Annual #5 – There Is Hope In Crime Alley, Detective Comics #1027, 2020).

- Batman / Želvy nindža:
  - Batman / Želvy nindža, 2017 / (James Tynion IV a Freddie Williams II: Batman / Teenage Mutant Ninja Turtles #1–6, 2015–2016)
  - Batman / Želvy nindža II, 2019 / (James Tynion IV a Freddie Williams II: Batman / Teenage Mutant Ninja Turtles II #1–6, 2017–2018)

- Detective Comics (Vol. 1) (Znovuzrození hrdinů DC):
  - Batman / Detective Comics 1: Ve stínu netopýrů, 2018 (autoři: James Tynion IV, Al Barrionuevo, Eddy Barrows, Alvaro Martinez: Detective Comics (Vol. 1) #934–940, 2016)
  - Batman / Detective Comics 2: Syndikát obětí, 2018 (autoři: James Tynion IV, Marguerite Bennett, Al Barrionuevo, Eddy Barrows, Carmen Carnero, Alvaro Martinez, Ben Oliver: Detective Comics (Vol. 1) #943–949, 2016–17)
  - Batman / Detective Comics 3: Liga stínů, 2019 (autoři: James Tynion IV, Marcio Takara, Christian Duce a Fernando Blanco: Detective Comics (Vol. 1) #950–956, 2017)
  - Batman / Detective Comics 4: Deus Ex Machina, 2019 (autoři: James Tynion IV, Christopher Sebela, Carmen Carnero a Álvaro Martínez: Detective Comics (Vol. 1) #957–962, 2017)
  - Batman / Detective Comics 5: Život v osamění, 2019 (autoři: James Tynion IV, Christopher Sebela, Carmen Carnero, Eddy Barrows a Álvaro Martínez: Detective Comics (Vol. 1) #963–968, 2017–18)
  - Batman / Detective Comics 6: Stín nad netopýry, 2020 (autoři: James Tynion IV, Joe Bennett, Miguel Mendonça, Jesús Merino a Philippe Briones: Detective Comics (Vol. 1) #969–974, 2018)
  - Batman / Detective Comics 7: Batmani navěky, 2021 (autoři: James Tynion IV, Eddy Barrows, Philippe Briones, Scot Eaton, Javier Fernández, Álvaro Martínez Bueno: Detective Comics (Vol. 1) #975–981, 2018)

- Temné noci – Metal (Znovuzrození hrdinů DC):
  - Temné noci – Metal, 2019 (autoři: Scott Snyder, James Tynion IV, Jim Lee, Andy Kubert a John Romita, Jr.: Dark Days: The Forge #1 a Dark Days: The Casting #1; Scott Snyder a Greg Capullo: Dark Nights: Metal #1–2; Benjamin Percy a Mirka Andolfo: Teen Titans (Vol. 6) #12; Tim Seeley a Paul Pelletier: Nightwing (Vol. 4) #29; Rob Williams a Stjepan Šejić: Suicide Squad (Vol. 5) #26; Benjamin Percy, Joshua Williamson a Juan Ferreyra: Green Arrow (Vol. 6) #32; 2017)
  - Temné noci – Metal: Temní rytíři, 2019 (autoři: Joshua Williamson a Carmine Di Giandomenico: Batman: The Red Death #1; Frank Tieri, James Tynion IV a Riccardo Federici: Batman: The Murder Machine #1; Sam Humphries a Ethan Van Sciver: Batman: The Dawnbreaker #1; Dan Abnett, Philip Tan a Tyler Kirkham: Batman: The Drowned #1; Scott Snyder a Greg Capullo: Dark Nights: Metal #3; Peter Tomasi a Francis Manapul: Batman: The Merciless #1; Frank Tieri, James Tynion IV a Tony S. Daniel: Batman: The Devastator #1; James Tynion IV a Riley Rossmo: The Batman Who Laughs #1; Scott Snyder, James Tynion IV, Joshua Williamson, Doug Mahnke, Yanick Paquette a Jorge Jiménez: Batman: Lost #1; 2017–18)
  - Temné noci – Metal: Temný vesmír, 2019 (autoři: Joshua Williamson a Howard Porter: The Flash (Vol. 5) #33; Robert Venditti, Liam Sharp, Joshua Williamson, Tyler Kirkham a Mikel Janín: Justice League (Vol. 3) #32–33; Robert Venditti, Ethan Van Sciver a Liam Sharp: Hal Jordan and the Green Lantern Corps (Vol. 1) #32; Scott Snyder a Greg Capullo: Dark Nights: Metal #4–6; Jeff Lemire a Bryan Hitch: Hawkman: Found #1; Scott Snyder, Grant Morrison, James Tynion IV, Joshua Williamson, Howard Porter, Jorge Jiménez a Doug Mahnke: Dark Knights Rising: The Wild Hunt #1; 2017–18)
  - Batman, který se směje, 2022 (autoři: Scott Snyder, James Tynion IV, Jock a Eduardo Risso: The Batman Who Laughs #1-7 a The Batman Who Laughs: The Grim Knight, 2018-19)

- To, co zabíjí děti
  - To, co zabíjí děti, kniha první, 2023 (autoři: James Tynion IV a Werther Dell'Edera: Something is Killing the Children #1–15, 2019–21)
  - To, co zabíjí děti, kniha druhá, 2024 (autoři: James Tynion IV a Werther Dell'Edera: Something is Killing the Children #21–35, 2022–23)

### DC Comics
- Talon #0-14 (napsáno s Scott Snyder, 2012-2013)
- Red Hood and the Outlaws (Vol. 1) #19-28, Annual #1 (2013-2014)
- Batman Eternal #1-52 (napsáno s Scott Snyder, Ray Fawkes, Tim Seeley, John Layman a Kyle Higgins, 2014-2015)
- Batman Annual (Vol. 2) #1, 3 a 4 (2012, 2014, 2015)
- Constantine: The Hellblazer #1-13 (napsáno s Ming Doyle, 2015-2016)
- Batman and Robin Eternal #1-26 (napsáno s Scott Snyder, 2015-2016)
- Batman (Vol. 2) #52 (2016)
- Batman/Teenage Mutant Ninja Turtles #1-6 (2015-2016)
- Dark Days: The Forge #1 (napsáno s Scott Snyder, 2017)
- Dark Days: The Casting #1 (napsáno s Scott Snyder, 2017)
- Batwoman #1-6 (napsáno s Marguerite Bennett, 2017)
- Batman: The Murder Machine #1 (napsáno s Frank Tieri, 2017)
- Batman: The Devastator #1 (napsáno s Frank Tieri, 2017)
- The Batman Who Laughs #1 (2017)
- Batman: Lost #1 (napsáno s Scott Snyder, 2017)
- Batman/Teenage Mutant Ninja Turtles II #1-6 (2017-2018)
- Dark Knights Rising: The Wild Hunt #1 (napsáno s Scott Snyder, 2018)
- Justice League: No Justice #1-4 (napsáno s Scott Snyder, 2018)
- The Immortal Men #1-6 (2018)
- Wonder Woman (Vol. 5) #56-57 (2018)
- Justice League Dark and Wonder Woman: The Witching Hour #1 (2018)
- Justice League and Aquaman: Drowned Earth #1 (2018)
- Detective Comics (Vol. 1) #934-981, 1000 (2016-2018)
- The Batman Who Laughs: The Grim Knight #1 (napsáno s Scott Snyder, 2019)
- Year Of The Villain #1 (2019)
- Batman/Teenage Mutant Ninja Turtles III #1-6 (2019)
- Justice League (Vol. 4) #5, 8, 12-16, 18, 22, 25-38 (2018-2019)
- Justice League Dark (Vol. 2) #1-19 (2018-2020)
- Crimes of Passion #1 (napsáno s Sam Johns, 2020)
- Batman: Pennyworth RIP #1 (napsáno s Peter J. Tomasi, 2020)
- Robin 80th Anniversary 100-Page Super Spectacular #1 (2020)
- The Joker 80th Anniversary 100-Page Super Spectacular #1 (2020)
- Batman Vol. 3 #86-117 (2020-2021)
- Dark Nights: Death Metal: Death Metal Metaverse's End #1 (2020)
- Punchline #1 (napsáno s Sam Johns, 2020)
- Batman: Secret Files: Miracle Molly #1 (2021)
- Batman: Secret Files: Peacekeeper-01 #1 (2021)
- Batman: Secret Files: The Gardener #1  (2021)
- DC vs. Vampires #1-12  (2021)
- The Nice House on the Lake #1-12 (2021-2022)
- The Sandman Universe: Nightmare Country #1-6 (2022)
- The Sandman Universe: Nightmare Country: The Glass House #1-4 (2023)
- The Sandman Universe: Thessaly #1 (2023)

### Boom Studios
- Bravest Warriors: Paralyzed Horse Special (2014)
- Memetic #1-3 (2014)
- The Woods #1-36 (2014-2017)
- UFOlogy #1-6 (2015)
- Cognetic #1-3 (2015)
- The Backstagers #1-8 (2016-2017)
- Eugenic #1-3 (2017)
- Something Is Killing the Children #1-... (2019-...)
- Wynd #1-10 (2020-2021)
- Wynd: The Throne in the Sky #1-5 (2022)
- House of Slaughter #1-15 (2021-2023)
- Book of Butcher #1-... (2023-...)

### Marvel Comics
- Death of Wolverine: Logan's Legacy #5 (2014)
- Amazing X-Men #13 (2014)

### Image Comics
- The Department of Truth #1-22 (2020-2022)
- The Closet #1-3 (2022)
- W0rldtr33 #1-... (2023-...)
- The Deviant #1-... (2023-...)
- Universal Monsters: Dracula #1-... (2023-...)

### DarkHorse Comics
- Blue Book #1-5 (2023)
- Blue Book: 1947 #1-... (2024-...)